# 2003年飓风伊格纳西奥
飓风伊格纳西奥（英語：Hurricane Ignacio）是1966年开始有可靠卫星观测数据以来太平洋飓风季形成日期最晚的首场飓风，也是2003年太平洋飓风季的第九场热带风暴，源于8月22日墨西哥近海的东风波。气象机构起初预计风暴会一直在海上行进，强度也不会超出弱热带风暴标准，但气旋却出人意料地快速组织，于8月24日在南下加利福尼亚州东南近海达到风力时速165公里的最高强度。接下来伊格纳西奥因陆地影响而减弱，从拉巴斯附近登陆时持续风速已降至每小时130公里。8月27日，风暴在下加利福尼亚半岛中部上空消散。
飓风在南下加利福尼亚州降下暴雨，两名救援人员在洪灾中丧生。靠近海岸的度假区受到轻度影响，更偏内陆的地区所受破坏反而更加严重。伊格纳西奥的影响还因一个月后的飓风马蒂而加剧，两场飓风造成的损失总额约有十亿美元（2003年美元）。

## 气象历史
8月6日，有东风波离开非洲西海岸向西移动，穿越大西洋期间没有显著发展，再在经过中美洲后于8月16日进入太平洋。东风波轴线上的云层和对流逐渐增长，于8月20日在墨西哥曼萨尼约以南近海组织出明显的扰动天气区。系统向西北方向移动，行经海域的大气环境有利于进一步发展，组织结构因此缓慢改善。由于垂直风切变少，水温也比较高，对流围绕逐渐发展的下层环流聚拢。8月22日，美国国家飓风中心认为系统已经充分组织，所以把位于墨西哥本土以西约185公里、下加利福尼亚半岛最南端东南方向约345公里洋面的天气系统归类成本季第九号热带低气压。该机构起初认为，受美国西南部上空的反气旋和向南延伸进入墨西哥西北部的高压脊影响，气旋会总体朝西北偏西方向移动，始终远离陆地，最高风速约为每小时85公里。

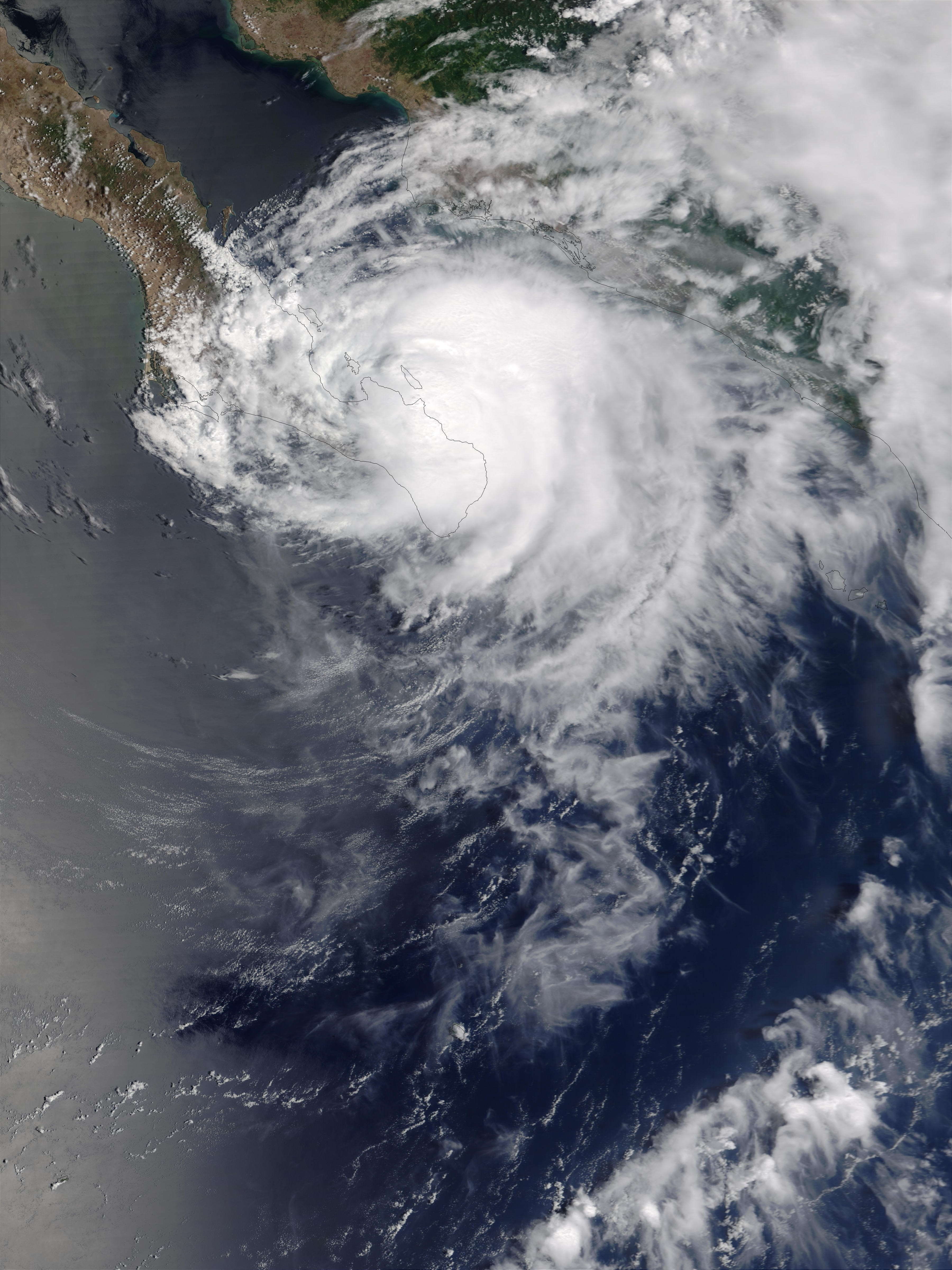
伊格纳西奥同下加利福尼亚半岛相互影响

气旋同北侧中层高压脊的薄弱环节相连，此后一直缓慢朝西北方向移动直至消散。成型后不久，风暴所在环境略趋有利，低气压受到西向风切变和干燥空气侵蚀，导致环流中心从对流中暴露出来。不过，风切变随后消退，气旋也在8月23日清晨增强成热带风暴并获名“伊格纳西奥”（Ignacio）。风暴快速组织并发展出层次分明的带状特征和非常显著的上层外流，对流中心到8月23日晚已有暖芯形成，暖芯接下来还进一步组织成时隐时显的眼状特征。8月24日清晨，伊格纳西奥升级成飓风，成为1966年开始有可靠纪录以来东太平洋飓风季形成日期最晚的首场飓风。

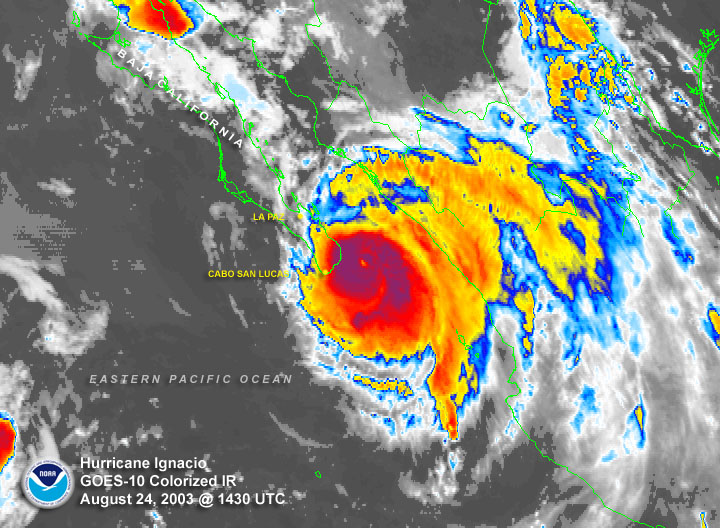
接近最高强度的飓风伊格纳西奥

成为飓风后，伊格纳西奥继续快速强化，于8月24日在距南下加利福尼亚州仅48公里的近海达到持续风速每小时165公里的最高强度。此时飓风的风眼有19公里宽，周围是非常强烈的深层对流层层环绕。美国国家飓风中心预计中心如继续在开放海域上空停留，那么风暴有可能成为大型飓风，风速也会大幅提高。但是，伊格纳西奥接下来转向西北，在下加利福尼亚半岛近海沿海岸线平行移动，因与高山地形相互影响而稳步减弱。8月25日，气旋以风力时速130公里强度从拉巴斯以东不远处登陆。风暴在陆地上空急剧减弱，仅12小时后就降级成热带风暴，再在约12小时后进一步消退成热带低气压。伊格纳西奥继续向西北方向穿越下加利福尼亚半岛，最终于8月28日在南下加利福尼亚州西北部上空消散。

## 防灾措施
气象部门发布有关伊格纳西奥的首份公告同时，墨西哥政府向圣菲（Santa Fe）至拉巴斯发布热带风暴观察预警，再在九小时后将其升级成热带风暴警告，次日生效范围又延伸到马格达莱纳湾（Bahia Magdalena）至圣埃瓦里斯托（San Evaristo）。飓风登陆约48小时前，圣菲至拉巴斯收到飓风警告，警告范围还在21小时后延伸到马格达莱纳湾至圣埃瓦里斯托。此外，墨西哥政府还向本土锡那罗亚州的阿特拉纳（Atlana）至托波洛班波（Topolobampo）发布热带风暴警告。
南下加利福尼亚州民防机构下令拉巴斯附近洪水易发地区的约一万居民撤离，还把多条河流附近共约700居民转移到洛斯卡沃斯的避难所。拉巴斯及其周边地区共计开设有32个应急避难所。为应对可能发生的洪灾，沿海地区居民用沙袋保护家园，并开始囤积应急物资。警方在洛斯卡沃斯周边地区驻扎，制止哄抬物价的行为。官员下令将各地的多所学校和企业关闭，并关闭拉巴斯的主要机场。锡那罗亚州也有约500人疏散。

## 影响

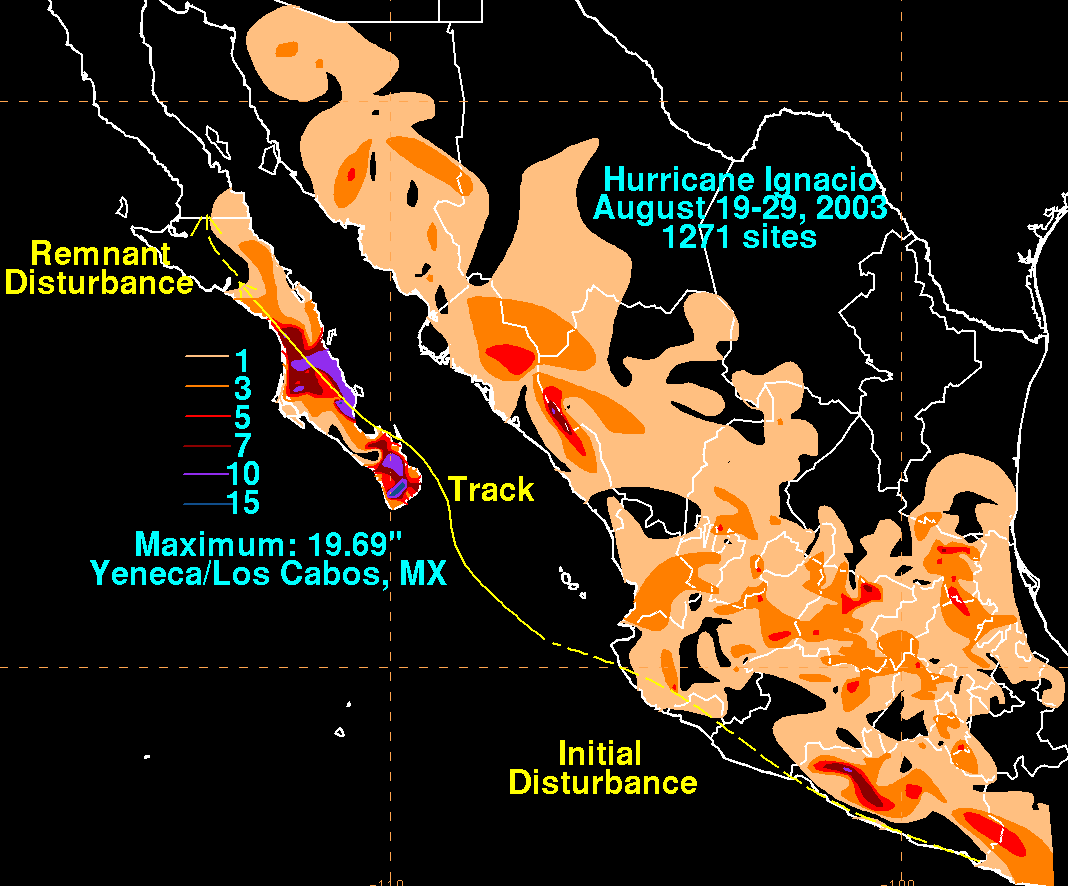
飓风伊格纳西奥的降水分布

风暴成型前的热带扰动前身就产生暴雨和强烈阵风，其中又以格雷罗州锡瓦塔内霍至科利马州曼萨尼约所受影响最大。伊格纳西奥行进缓慢，令下加利福尼亚半岛南部普降暴雨，其中宪法城（Ciudad Constitución）的24小时降雨量达184毫米。美国国家飓风中心在警报中称，局部地区的降雨量可能高达500毫米，之后洛斯卡沃斯便是如此。伊格纳西奥在下加利福尼亚州东部沿海地区产生大浪，拉巴斯出现三米高的涌浪，该市港口因此关闭。
飓风强度的狂风将拉巴斯市内及周边的许多树木、标识刮倒，还导致部分输电线缆中断，海滩上有多幢小屋被毁。拉巴斯港有一艘渔船因大浪沉没，另有四艘搁浅。还有一艘渔船和两艘游轮幸得墨西哥海军救援才免于搁浅。半岛最南端的卡波圣卢卡斯（Cabo San Lucas）所受影响很小，仅有微风和不到50毫米降水。受飓风影响，托多斯桑托斯（Todos Santos）的居民家中停电约24小时。暴雨引发严重的内陆洪灾，多座桥梁被毁，还催生多起泥石流，导致部分道路堵塞。内陆荒漠地区爆发山洪，多条道路被冲毁，迫使墨西哥在风暴过后的一星期里严格管制下加利福尼亚半岛大部分地区的交通，许多道路在飓风过去一个月后依然无法通行。拉巴斯的机场和下加利福尼亚州南部的许多道路封闭，导致部分游客滞留。降水对部分荒漠地区有利，为当地水库补充水源。两名救援人员被洪水卷走后遇难。下加利福尼亚州有六个市镇沦为灾区，墨西哥政府在伊格纳西奥登陆四天后已备好应急资金，满足灾民的迫切需求。
位于墨西哥本土的锡那罗亚州也降下暴雨，风暴残留还在加利福尼亚州中部内陆的高原上空产生雷暴，残留湿气在一小时内就触发300余起雷击。闪电在默塞德县引发14起山火，导致阿特沃特及其周边地区超过3500用户失去供电。
伊格纳西奥过去仅一个月后，飓风马蒂又吹袭同一地区，造成进一步破坏。两场飓风一共造成的损失总额高达约十亿美元（2003年美元），还导致至少五万人流离失所。